# Radim Kettner
Radim Kettner (ur. 5 maja 1891 w Pradze, zm. 9 kwietnia 1967 tamże) – czeski geolog.

## Życiorys
W 1910 ukończył praskie gimnazjum 1910-1914 studiował na Wydziale Filozoficznym Uniwersytetu Karola w Pradze, w 1914 został doktorem filozofii, w 1917 uzyskał habilitację z geologii. W 1926 został profesorem Uniwersytetu Karola w Pradze, a w 1952 członkiem Czechosłowackiej Akademii Nauk. Od 1932 był członkiem zagranicznym PAU, a w 1956 PAN. Zajmował się głównie tektoniką i stratygrafią utworów paleozoicznych w Czechach i na Morawach, tektoniką słowackich masywów krystalicznych (m.in. Niżnych Tatr) i zjawiskami krasowymi. W latach 1941–1956 opublikował w czterech tomach podręcznik akademicki Všeobecná geologie.